# Shepherd’s Bush
Shepherd’s Bush (manchmal auch Shepherds Bush geschrieben) ist ein Stadtteil von London. Er gehört zum London Borough of Hammersmith and Fulham und liegt rund acht Kilometer westlich von Charing Cross. Im Norden grenzt der Stadtteil an Willesden und Harlesden, im Osten an Holland Park, im Süden an Hammersmith und im Westen an Acton und Chiswick.
Das Zentrum des Stadtteils ist der Shepherd’s Bush Green, ein rund 3,2 Hektar großer dreieckiger Park, der auf allen drei Seiten von Hauptstraßen umgeben ist. Auf seiner Westseite zweigen vier weitere Hauptstraßen ab, auf seiner Ostseite drei Hauptstraßen. Im Osten wird der Stadtteil durch die Eisenbahnlinie West London Line und einen Autobahnzubringer begrenzt. Drei U-Bahn-Stationen der London Underground erschließen Shepherd’s Bush: Die Station Shepherd’s Bush der Central Line an der Ostseite des Parks sowie die Stationen Shepherd’s Bush Market und Goldhawk Road westlich des Parks, wo die Circle Line und die Hammersmith & City Line verkehren; hinzu kommt der Bahnhof Shepherd’s Bush an der West London Line.

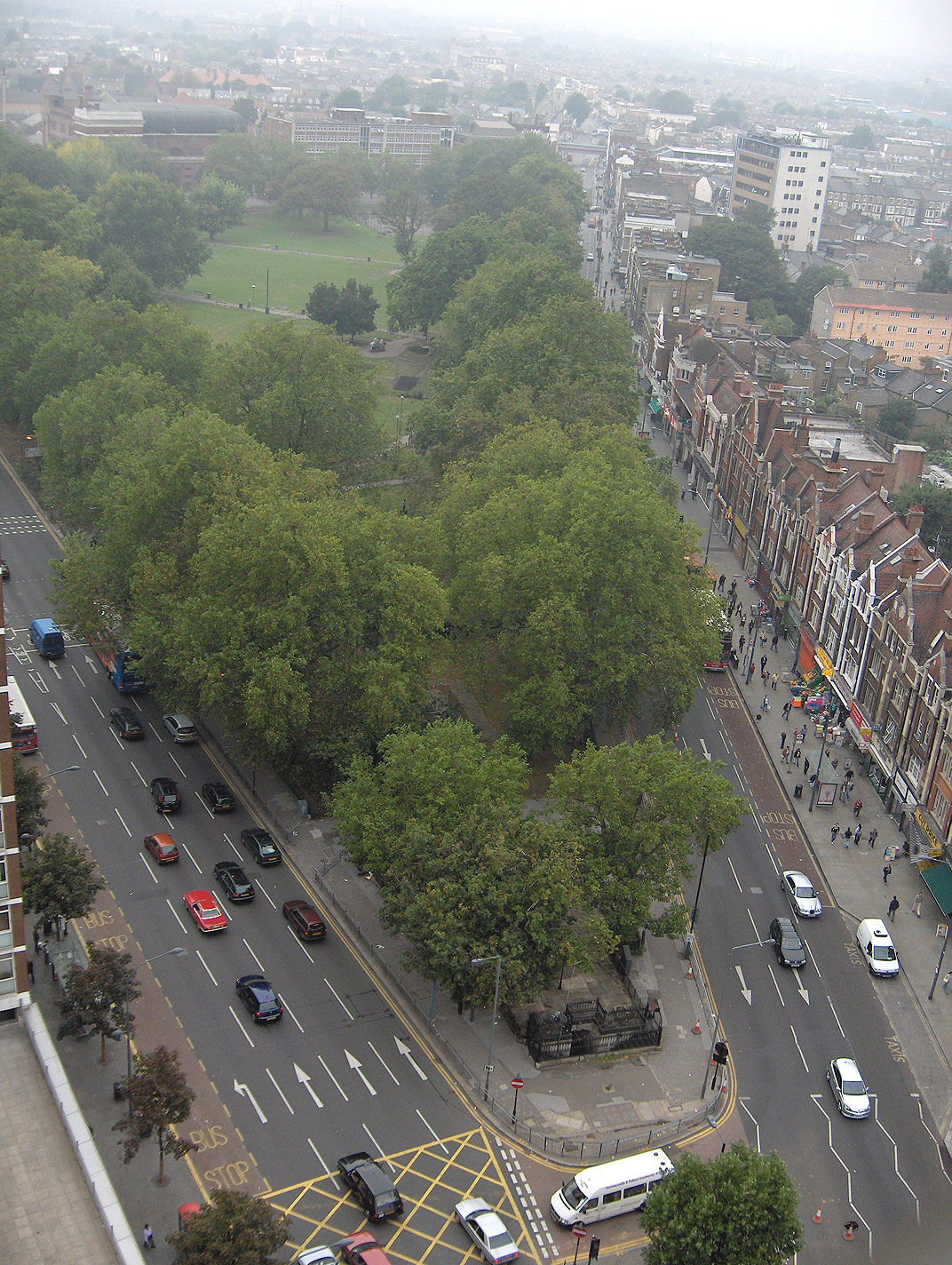
Shepherd’s Bush Green

Wirtschaftlich von überragender Bedeutung ist das Einkaufszentrum Westfield London. Im nordwestlichen Teil von Shepherd’s Bush befindet sich an der Loftus Road das Stadion des Fußballvereins Queens Park Rangers.
Der Rapper Central Cee ist am 4. Juni 1998 in Shepherd‘s Bush geboren.